# Броуди, Лиам
Лиам Тарквин Броуди (англ. Liam Tarquin Broady; род. 4 января 1994, Стокпорт, Большой Манчестер) — британский профессиональный теннисист. Участник Олимпийских игр 2020 года; победитель трёх турниров ATP Challenger (2 — в одиночном разряде) и 21 турнира ITF (8 — в одиночном разряде).
Победитель двух юниорских турниров Большого шлема в парном разряде (Уимблдон-2010, Открытый чемпионат Австралии-2012); финалист двух юниорских турниров Большого шлема в одиночном разряде (Уимблдон-2011, Открытый чемпионат США-2012); бывшая вторая ракетка мира в юниорском рейтинге ITF (2012).

## Общая информация
Лиам Броуди — один из четырёх детей Саймона и Ширли Броуди; у него есть брат (Калум) и две сестры (Наоми, Эмма). Отец — энтузиаст тенниса, приучил к этой игре всю семью, а Лиама и Наоми вывел в протур. Любимое покрытие — трава.

## Спортивная карьера
Лиам больше известен своими успехами в старшем юниорском туре, где неоднократно бывал в финале турниров Большого шлема как в одиночном, так и в парном разряде, а также став второй ракеткой мира в этой классификации.
В 2013—2023 годах стал победителем двух турниров ATP серии «челленджер» и семи турниров ITF серии «фьючерс» в одиночном разряде.
И в 2011—2023 годах стал победителем ещё одного турнира ATP серии «челленджер» и тринадцати турниров серии «фьючерс» в парном разряде.

### 2021
В июле 2021 года, в Токио (Япония) участвовал на Олимпийских играх в одиночном разряде, где он в первом круге победил аргентинца Франсиско Серундоло, во втором раунде соревнований победил поляка Хуберта Хуркача, но в третьем раунда проиграл французу Жереми Шарди со счётом: 6-7, 6-4, 1-6.

## Рейтинг на конец года
| Год  | Одиночный рейтинг | Парный рейтинг |
| 2023 | 108               | 237            |
| 2022 | 165               | 1070           |
| 2021 | 128               | 243            |
| 2020 | 188               | 319            |
| 2019 | 241               | 380            |
| 2018 | 316               | 233            |
| 2017 | 171               | 802            |
| 2016 | 306               | 305            |
| 2015 | 301               | 366            |
| 2014 | 189               | 284            |